# شهرستان خودمختار لونگشنگ چندملیتی
شهرستان خودمختار لونگشنگ چندملیتی (به لاتین: Longsheng Various Nationalities Autonomous County) یک سکونتگاه مسکونی در جمهوری خلق چین است که در گویلین واقع شده‌است.